# Indisk ibisstork
Indisk ibisstork (Mycteria leucocephala) är en fågel i familjen storkar inom ordningen storkfåglar.

## Utseende
Indisk ibisstork är en medelstor (93–102 cm), distinkt ibisliknande stork med lång och avsmalnande nedåtböjd näbb. Adult  fågel är mestadels vit med gul näbb, rött eller orangegult bart huvud och röda ben. Den har vitbandade huvudsakligen svarta övre vingtäckare, rosafärgade tertialer och svart bandning över bröstet. Ungfågeln är smutsgrå med gråbrun befjädring på huvud och hals samt bruna mindre täckare. Ben och näbb har mattare färger än på den adulta fågeln.

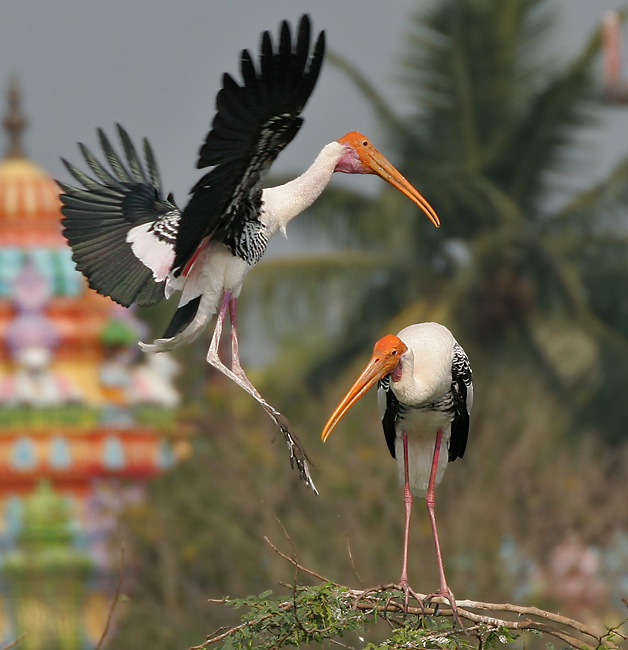
Andhra Pradesh, Indien
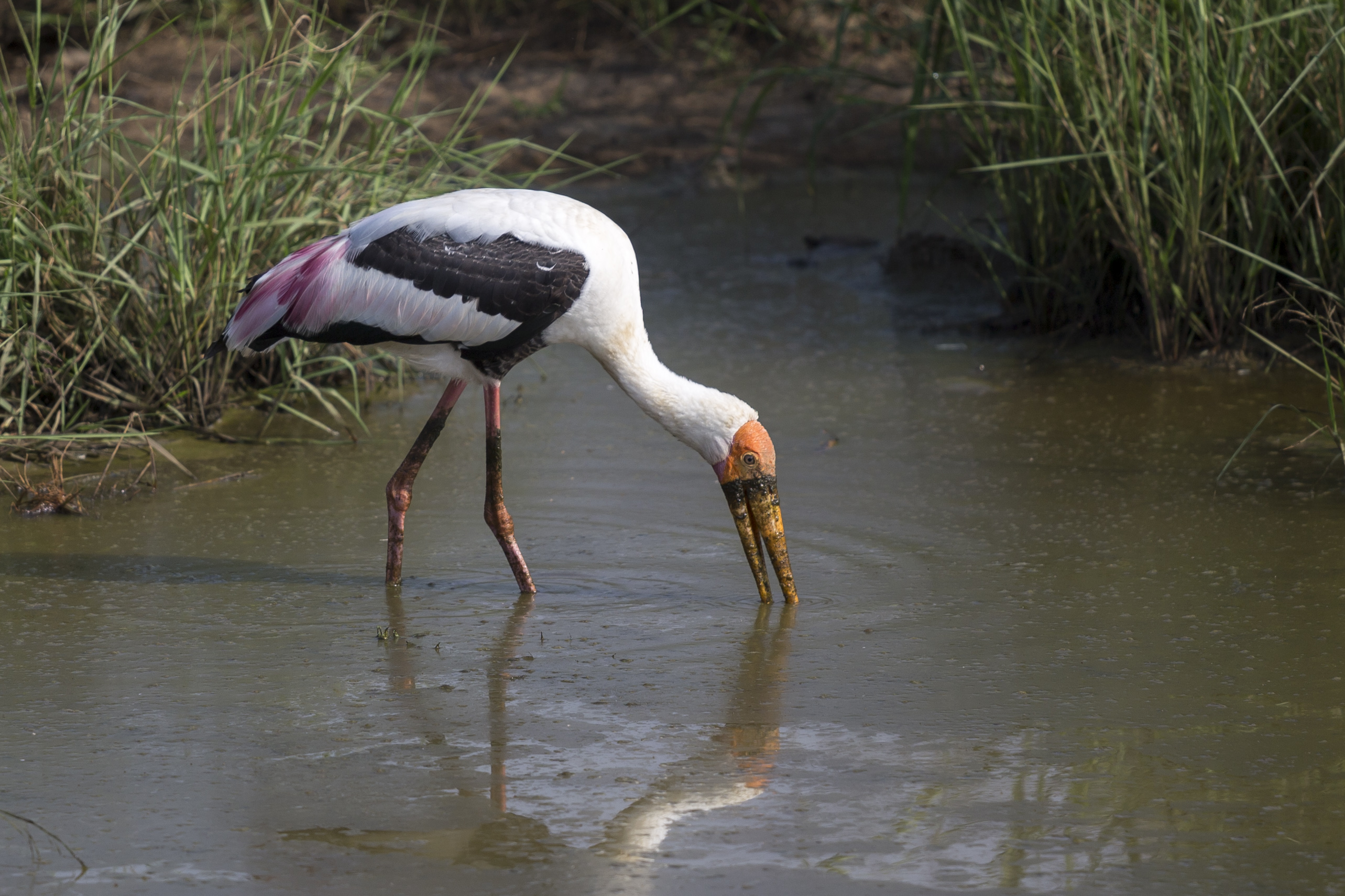
Udawalawe National Park, Sri Lanka
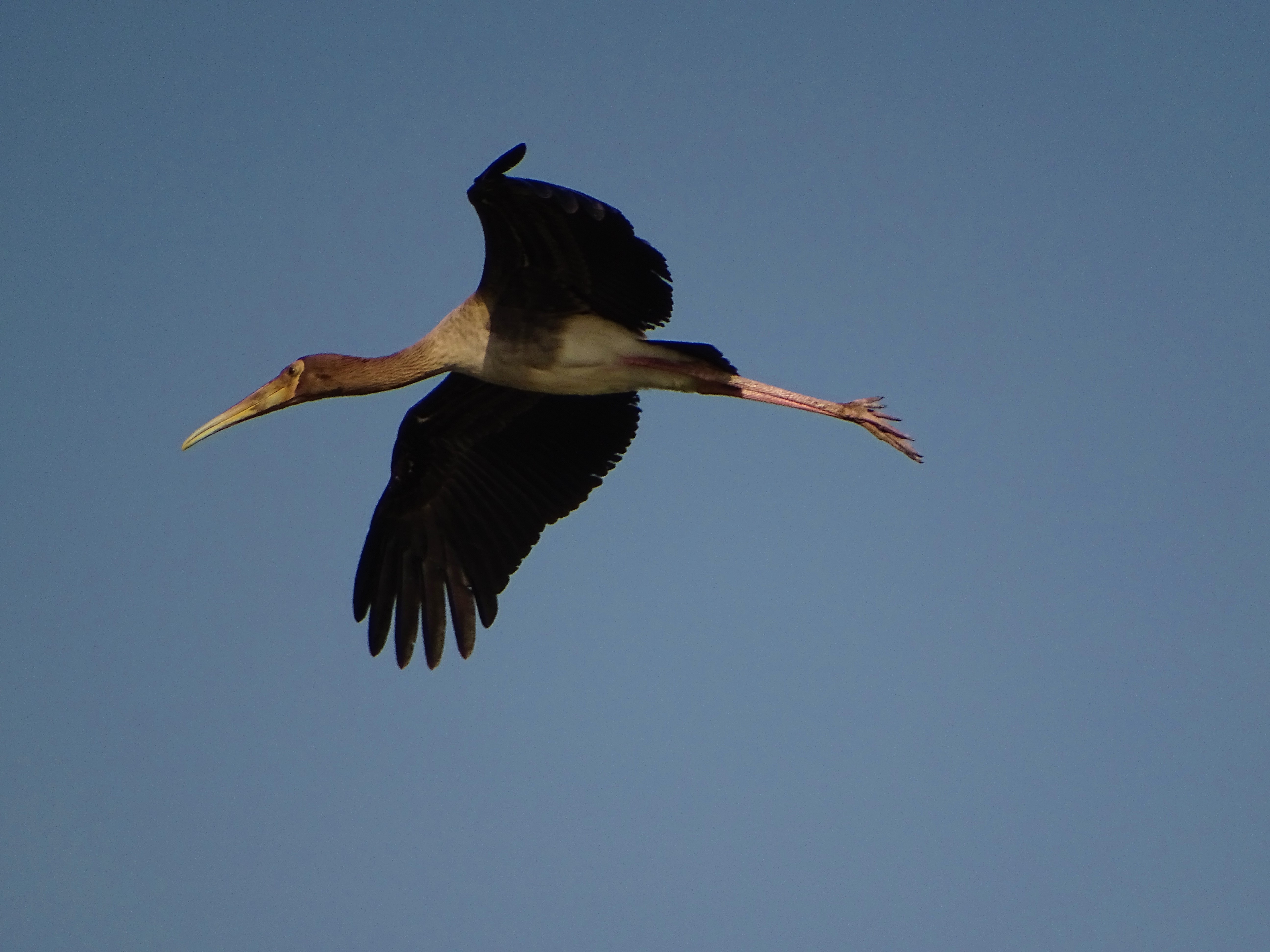
Ungfågel

## Utbredning och systematik
Indisk ibisstork förekommer från sydvästra Pakistan (Sind), Indien och Sri Lanka österut till Indokina och södra Kina (där den nu troligen är utdöd). Den behandlas som monotypisk, det vill säga att den inte delas in i några underarter.

## Levnadssätt
Indisk ibisstork förekommer i en rad olika grunda sötvattensvåtmarker. Den lever mestadels av fisk, även invasiva tilapia i Indien. Fågeln häckar i kolonier i träd mellan juli/augusti och oktober i norr och november till mars i söder. Arten är stannfågel, men rör sig lokalt efter häckning på jakt efter optimala våtmarker för födosökning.

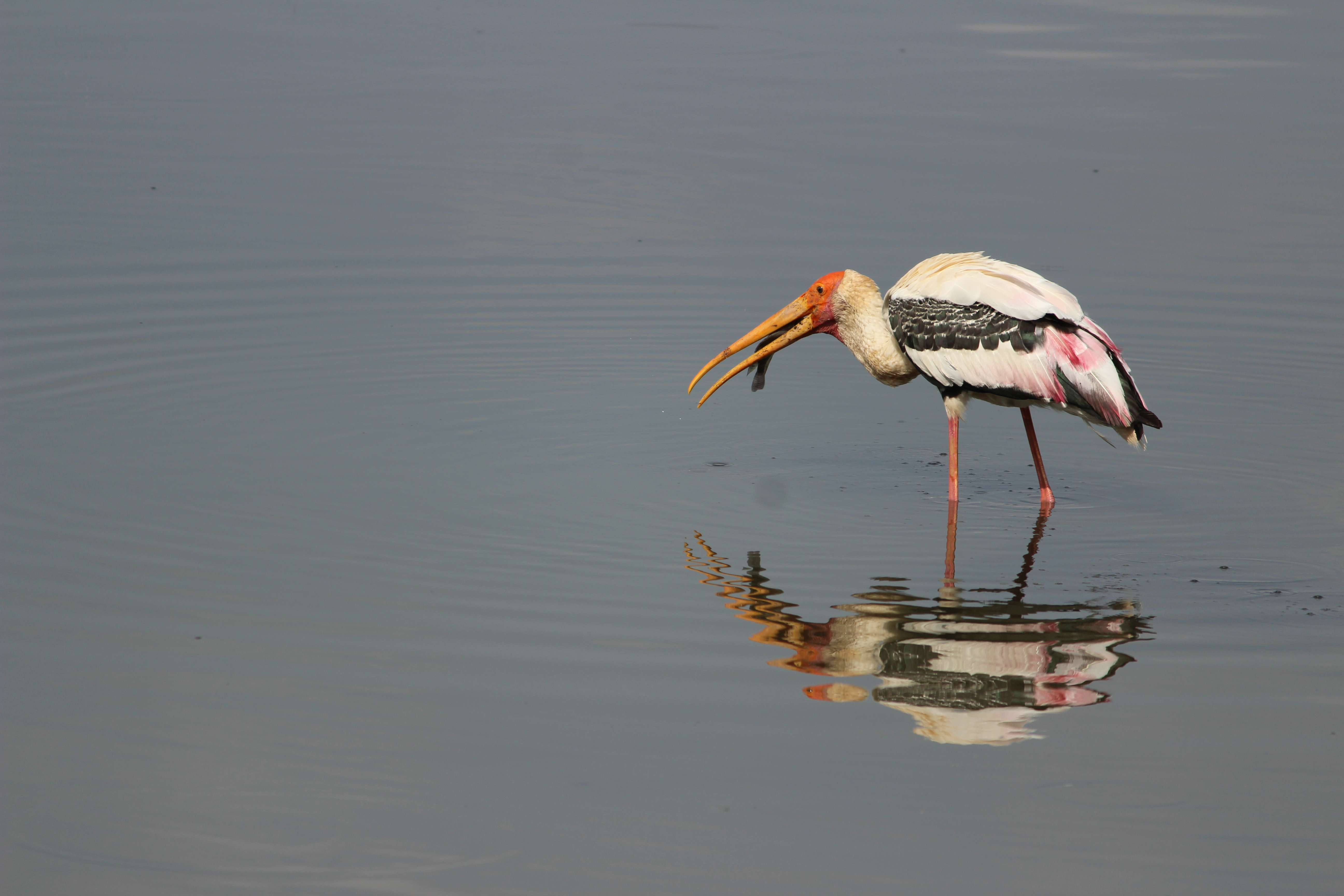
Indisk ibisstork med nyfångad fisk i Bangalore.

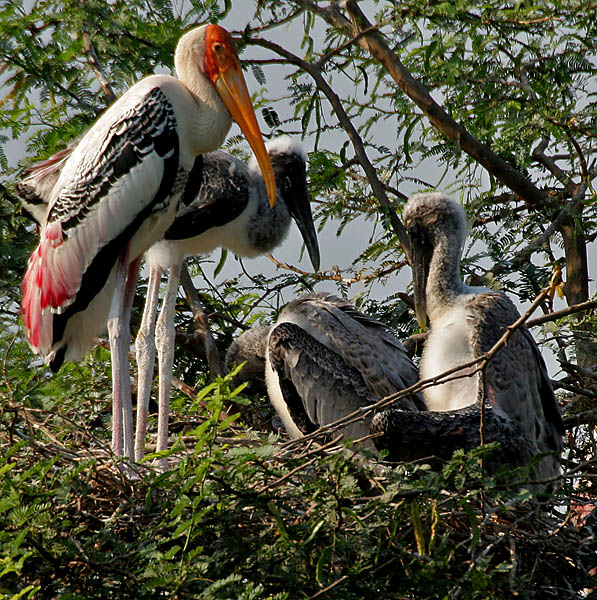
Adult indisk ibisstork med ungar i häckningskoloni.

## Status och hot
Sedan 2004 och fram till 2023 listades indisk ibisstork som nära hotad av IUCN, trots att den är en av de talrikaste storkarna. Det baserades på data som visade på kraftigt minskande antal, till följd av jakt, utdikning av våtmarker och miljöföroreningar. Senare studier visar dock att den tack vare bevarandeåtgärder nu istället ökar i antal, framför allt i Sydöstasien. Risken för utrotning anses vara mycket liten och IUCN nedgraderade därför artens hotstatus till den lägsta kategorin, livskraftig i december 2023. Beståndet uppskattas till mellan 20 000 och 60 000 vuxna individer.